# (11842) Kap'bos
(11842) Kap'bos est un astéroïde de la ceinture principale.

## Description
(11842) Kap'bos est un astéroïde de la ceinture principale. Il fut découvert le 22 janvier 1987 à La Silla par Eric Walter Elst. Il présente une orbite caractérisée par un demi-grand axe de 2,25 UA, une excentricité de 0,09 et une inclinaison de 3,7° par rapport à l'écliptique.

## Compléments